# Shama à croupion blanc
Copsychus malabaricus
Espèce
Synonymes
- Copsychus stricklandii Motley & Dillwyn, 1855

Statut de conservation UICN

 LC  : Préoccupation mineure
Le Shama à croupion blanc ou Merle Shama (Copsychus malabaricus) est une petite espèce de passereaux de la famille des Muscicapidae originaire du sud-est asiatique.

## Description
C'est un des plus beaux oiseaux chanteurs de l'Asie.
Le shama à croupion blanc mesure 23-28 cm et pèse 28-34 g.
Le mâle mesure environ 27 cm et a un joli plumage noir bleuté sur le dos et les ailes, et brun clair sur le ventre. La femelle est un peu plus petite : elle mesure environ 23 cm. Son dos est brun olive et son ventre brun clair.

Cet oiseau est réputé pour imiter le cri d'autres oiseaux.

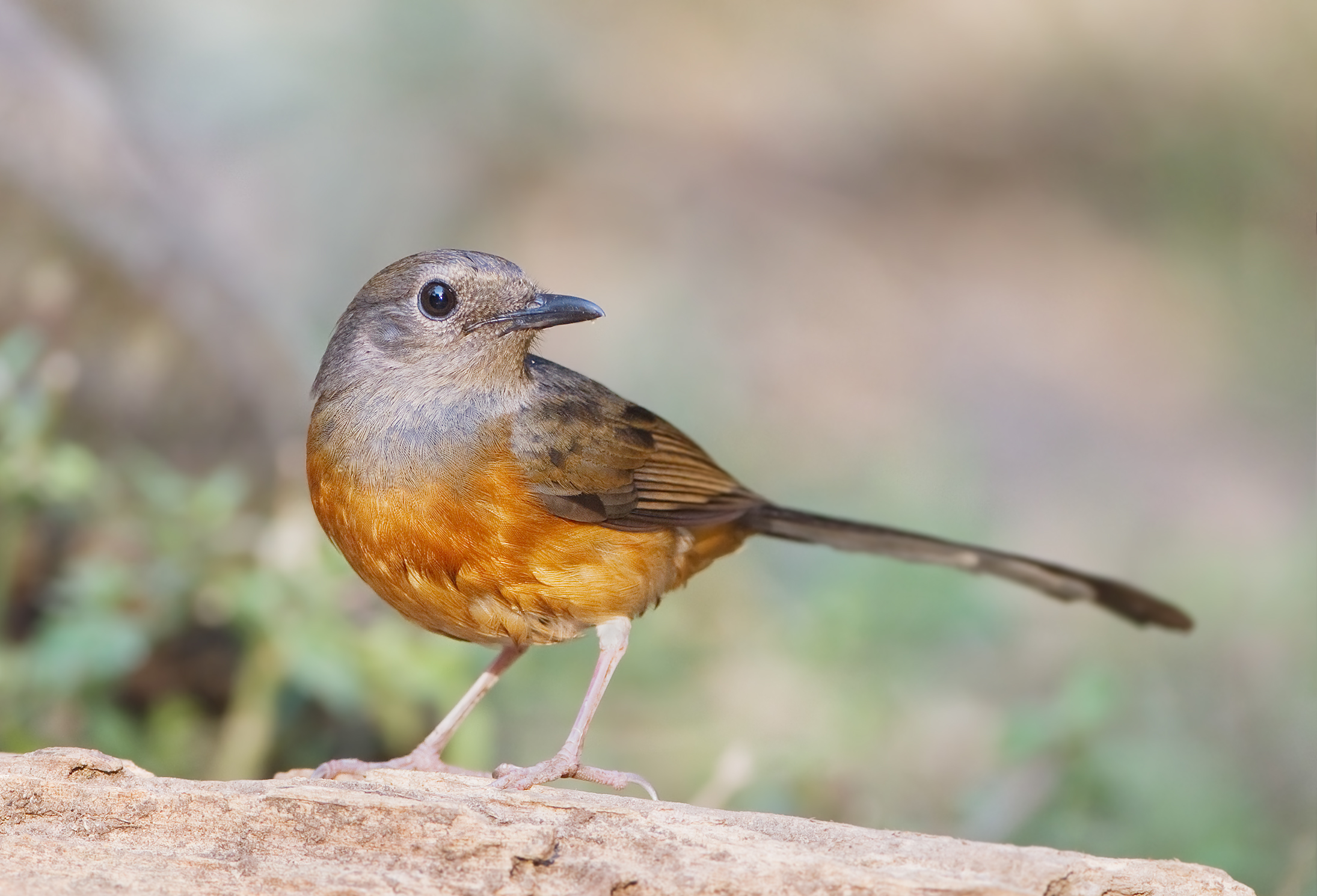
Shama à croupion blanc ♀ dans le parc national de Khao Yai, Thaïlande.

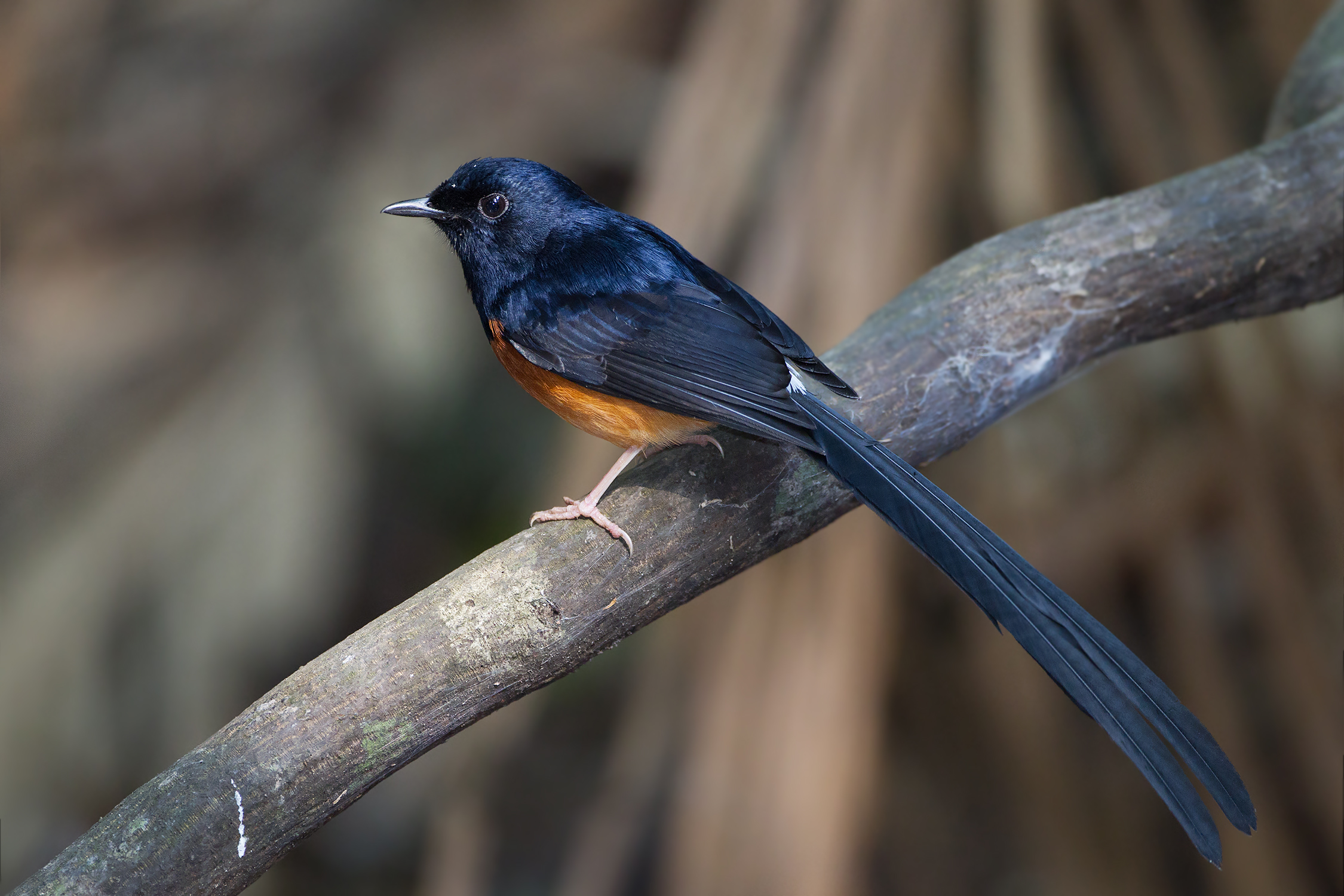
Shama à croupion blanc (♂) dans le parc national de Khao Yai, Thaïlande

Le mâle a un chant très mélodieux que l'on entend la nuit. 
Les êtres humains l'élèvent souvent en cage.

## Répartition
Le Shama à croupion blanc est originaire de l'Asie du Sud et du Sud-est.
Il a été introduit par le passé en 1931 et 1940 dans l'archipel d'Hawaï dans le but d'en accroître la biodiversité et à Taïwan où il est considéré comme invasif.

## Habitat
Cet oiseau niche près du sol dans les sous-bois et les petits arbres des forêts tropicales luxuriantes de plaines et de collines. Il vit le plus souvent dans les plaines mais on peut le voir jusqu'à 1000 m d'altitude.
On le trouve principalement dans les boisements composés d'arbres à larges feuilles et aussi dans les massifs de bambous et les parcelles de teck.

## Nutrition
Le shama à croupion blanc est insectivore et frugivore.
Son alimentation est constituée essentiellement d'insectes (sauterelles, termites, punaises et chenilles) et de fruits. 
Il mange aussi parfois des araignées et de petits vertébrés.

## Reproduction
La saison des amours se déroule de janvier à septembre mais surtout d'avril à juin. 
La femelle ne chante que pendant la saison de reproduction.
La femelle construit un nid dans les buissons, dans les fourrés de bambous et parfois dans un trou abandonné par un pic. Ce nid est constitué de racines, de feuilles, de fougères et de tiges végétales. Elle y pond de 3 à 5 œufs vert foncé, parsemés de nombreuses taches brunes qu'elle couve pendant 11 à 13 jours. Durant la nidification, le mâle s'élance fréquemment dans les airs et produit une sorte de son de cloche avec ses ailes. Les petits sont nourris surtout par la mère mais parfois le père donne la becquée. Les jeunes oisillons mangent surtout des insectes et des vers de terre. Vers 12 ou 13 jours les oisillons sautent du nid mais ne seront capables de voler que quelques jours plus tard.